# Paweł Hur
Paweł Hur (Kiev, 10 aprile 1918 – Lincoln, 7 settembre 1994) è stato un aviatore polacco.
Il partecipò alla Battaglia d'Inghilterra con il 301º Squadrone dopo aver completato la scuola militare di aviazione di Dęblin. 
Il bombardiere Wellington IV GR-P (Z1386) fu abbattuto dalla contraerea nella notte tra il 5 e il 6 agosto 1942 durante una missione di posa di mine nelle acque costiere nei pressi di Lorient, e si schiantò in mare. Paweł Hur fu fatto prigioniero di guerra dai tedeschi. 
I membri dell’equipaggio che combatterono con lui furono sepolti a Lorient. 
Dopo la guerra, si stabilì a Lincoln in Inghilterra. 
L'11 novembre 1966, Paweł Hur fu decorato collettivamente dell’Ordine Virtuti Militari come pilota del 301º Squadrone. 
Paweł Hur è il figlio di Bazyli Hur e Marianna Siedzik. È il nipote di Paweł Siedzik (11.11.1861 - 20.07.1912) e Aniela Siedzik nata Kiejno (1872-1951), e cugino paterno di Danuta Siedzikówna e Wiesława Korzeń.

## Onorificenze
- Virtuti Militari - Croce d'argento (5ª classe)
- Croce al Valore, conferita quattro volte
- Medaglia dell'Aeronautica Militare Polacca